# Центар за културу и образовање Добој
Центар за културу и образовање Добој једна је од установа културе у овом граду основана 1956. године која се стара о културним потребама и образовању грађана Добоја, кроз реализацију образовних, позоришних, музичких, ликовних и књижевних програма.

## Историја
Средином 20. века, тачније 1956. године, Раднички универзитет је пресељен у новосаграђену зграду која је названа Дом културе, и који је поседовао и филмску салу. У Дому културе у почетку су образовани одрасли, пољопривредници, дактилографи, књиговође, а повремено су организовани курсеви за учење страних језика.
Потом су у Дому културе отворени:
- Центар за ванредне студије Педагошке академије из Тузле,
- Виша школа за организацију рада из Новог Сада,
- Туристичко угоститељска школа Београд,
- Управна школа за одрасле,
- друге образовне институције из бивше Југославије.

У новосаграђену зграду Радничког универзитета смештени су: Кино „Партизан“, Народна библиошека (у три просторије), Уметничка галерија и Аматерско позориште (касније „Театар у магази“).
У истој згради данас ради Центар за културу и образовање Добој.
Објекат Центра за културу и образовање је дотрајао, а преживо је и велику штету током мајских полава 2014. године, након којих је покренут поступак за санацију штете и обнову објекта.

## Опште информације
Поред биоскопске сале и галерије, Центар за културу и образовање поседује учионице у којима се одвија аматерски кутурни живот Добоја. 
Поред културних активности у Центру се одвијају и образовне активности, од којих је најактивнија Школа страних језика која деценијама фунционише у оквиру добојског Центра за културу.

## Културне манифестације
Центар за културу и образовање под покровитељством Града Добоја организује у току године више значајних културних манифестација: 
- Театар фест,
- Ликовни салон,
- Концерт за Богојављенску ноћ,[4]
- бројне изложбе,
- књижевне вечери,
- ликовне изложбе локалних али и уметника из других крајева.[1]